# Szwajcarski Komitet Olimpijski
Szwajcarskie Stowarzyszenie Olimpijskie (niem. Schweizerischer Olympischer Verband, fr. Association Olympique Suisse, wł. Associazione Olimpica Svizzera, romansz Assiociaziun Olimpica Svizra) – stowarzyszenie związków i organizacji sportowych z siedzibą w Bernie, zajmujące się organizacją udziału reprezentacji Szwajcarii w igrzyskach olimpijskich i europejskich oraz upowszechnianiem idei olimpijskiej i promocją sportu, a także reprezentowaniem szwajcarskiego sportu w organizacjach międzynarodowych, w tym w Międzynarodowym Komitecie Olimpijskim.